# ترور (فیلم چکی)
ترور (چکی: Atentát) یک فیلم جنگی سیاه‌وسفید به کارگردانی ییرژی سکوئنس است که در سال ۱۹۶۴ منتشر شد. این فیلم دربارهٔ عملیات انتروپوید و ترور اس‌اس-اوبرگروپن‌فورر راینهارت هایدریش رئیس اداره اصلی امنیت رایش و معاون فرماندار بوهم و موراویا است. از بازیگران این فیلم می‌توان به رادوسلاو برزوبوهاتی و ییرژی کودت اشاره کرد.